# Diskriminační analýza hlavních komponent
Diskriminační analýza hlavních komponent (DAPC - z anglického Discriminant Analysis of Principal Components) je mnohorozměrná statistická analýza využívána pro určení počtu skupin či klastrů ve studované populaci. Jedná se o statistickou metodu využívanou pro populace s částečným zastoupením geneticky příbuzných jedinců nebo přímo populace klonů. Jedinci v populaci jsou rozdělení do skupin na základě své genetické informace.
Metoda zohledňuje mezipopulační variabilitu stejně tak jako vnitropopulační variabilitu. Jako první krok jsou všechna data transformována pomocí analýzou hlavních komponent (PCA) a následně jsou data rozdělena do skupin/klastrů za pomocí diskriminační analýzy (DA). PCA zajistí, že data použitá diskriminační analýzou nejsou na počátku nijak korelovatelná a zároveň zajistí podmínku DA, že počet vstupních dat (genetických dat, např.: jednonukleotidových polymorfismů - SNP ) musí být nižší než počet jedinců v populaci. Proto je tato metoda využívána ke zpracování velkých datasetů molekulárních dat z velmi početných populací.  DAPC je alternativa k jiným shlukovým analýzám dat jako je bayesovské shlukování či K-means shlukování, s rozdílem, že výše uvedené metody nejsou použitelné pro populace geneticky příbuzných jedinců či dokonce populace klonů.
Jeden z výsledků DAPC může být obrazové uspořádání mezipopulačních genetických struktur a to i se zohledněním komplexních struktur jako je například hierarchické shlukování.
DAPC analýza je součástí balíčku adegent v programovacím jazyce R a je hojně využívána molekulárními biology.